# Tallahatchie County
Tallahatchie County er et county i den amerikanske delstat Mississippi. 
33°57′N 90°10′V / 33.95°N 90.17°V